# Kobyle-Gródek (gmina)

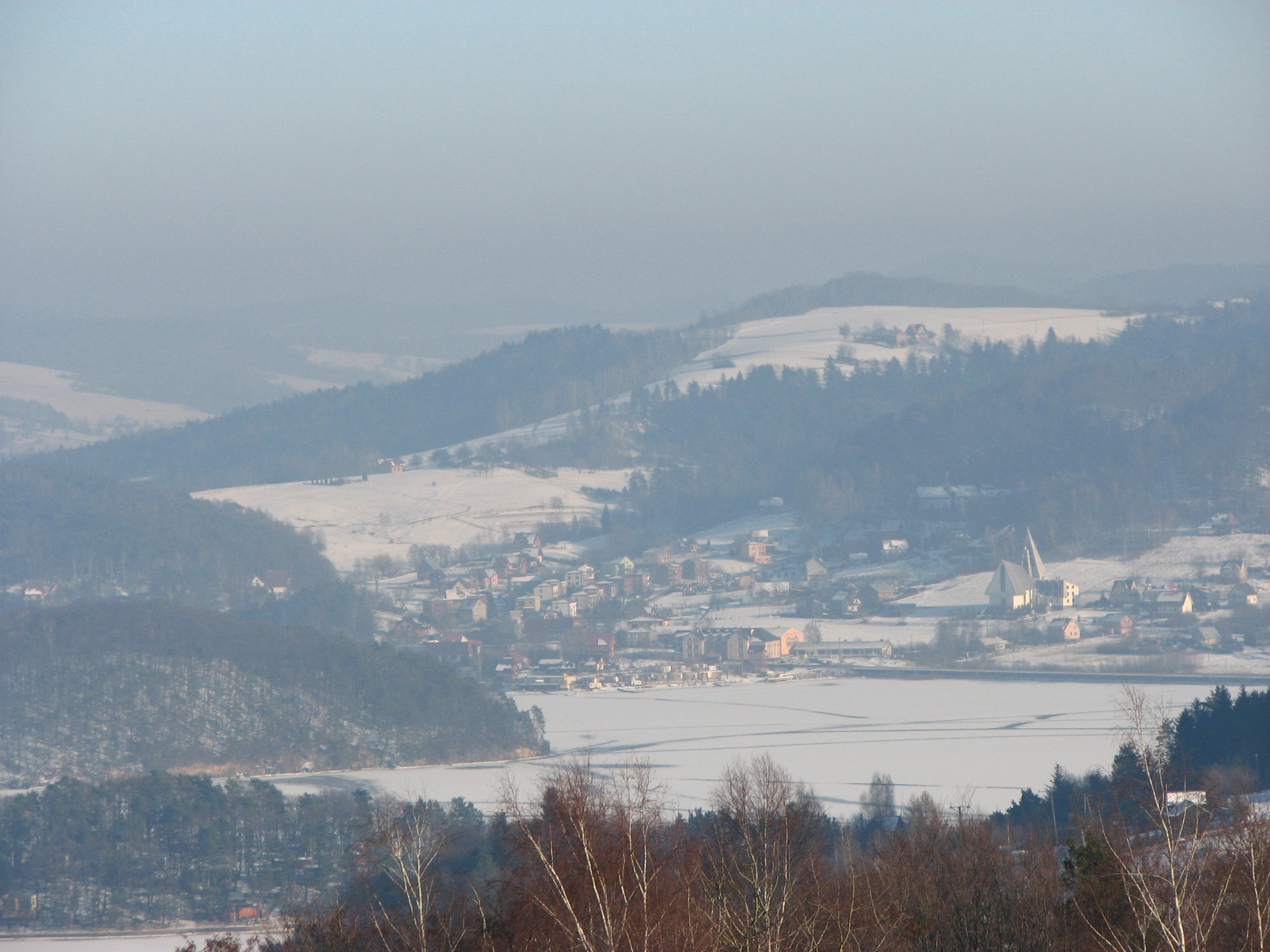
Kobyle-Gródek

Kobyle-Gródek (od 1973 Gródek nad Dunajcem) – dawna gmina wiejska istniejąca w latach 1934–1954 w woj. krakowskim (dzisiejsze woj. małopolskie). Siedzibą władz gminy był Kobyle-Gródek (obecna nazwa to Gródek nad Dunajcem).
Gmina zbiorowa Kobyle-Gródek została utworzona 1 sierpnia 1934 roku w powiecie nowosądeckim w woj. krakowskim z dotychczasowych jednostkowych gmin wiejskich: Bartkowa-Posadowa, Jelna-Zbęk, Kobyle-Gródek, Podole-Górowa, Przydonica, Roztoka-Brzeziny, Rożnów, Tabaszowa, Tropie, Wola Kurowska, Zbyszyce i Znamirowice.
Podczas II wojny światowej hitlerowcy odłączyli od gminy Kobyle-Gródek Tabaszową i Znamirowice, włączając je do gminy Łososina Dolna. W 1943 roku gmina liczyła 10,376 mieszkańców.
Według stanu z 1 lipca 1952 roku gmina składała się z 11 gromad: Bartkowa Posadowa, Bujne, Jelna-Zbęk, Kobyle-Gródek, Podole Górowa, Przydonica, Roztoka Brzeziny, Rożnów, Tropie, Wola Kurowska i Zbyszyce.
Jednostka została zniesiona 29 września 1954 roku wraz z reformą wprowadzającą gromady w miejsce gmin. Gminę przywrócono 1 stycznia 1973 roku w powiecie nowosądeckim w woj. krakowskim, wraz z reformą administracyjną - pod nazwą gmina Gródek nad Dunajcem.